# تیرداد سوم
تیرداد سوم شاهزاده‌ای اشکانی بود که در سال ۳۶ میلادی برای مدت کوتاهی توانست سلطنت کند. او را بزرگان ایران به جای اردوان سوم که در نبرد با رومیان شکست خورده بود بر تخت شاهی نشاندند. اردوان روانهٔ گرگان شد و در آنجا پیروان زیادی یافت. سپس به پایتخت بازگشت و با کنار زدن تیرداد دوباره به تخت نشست.